# Gasteria

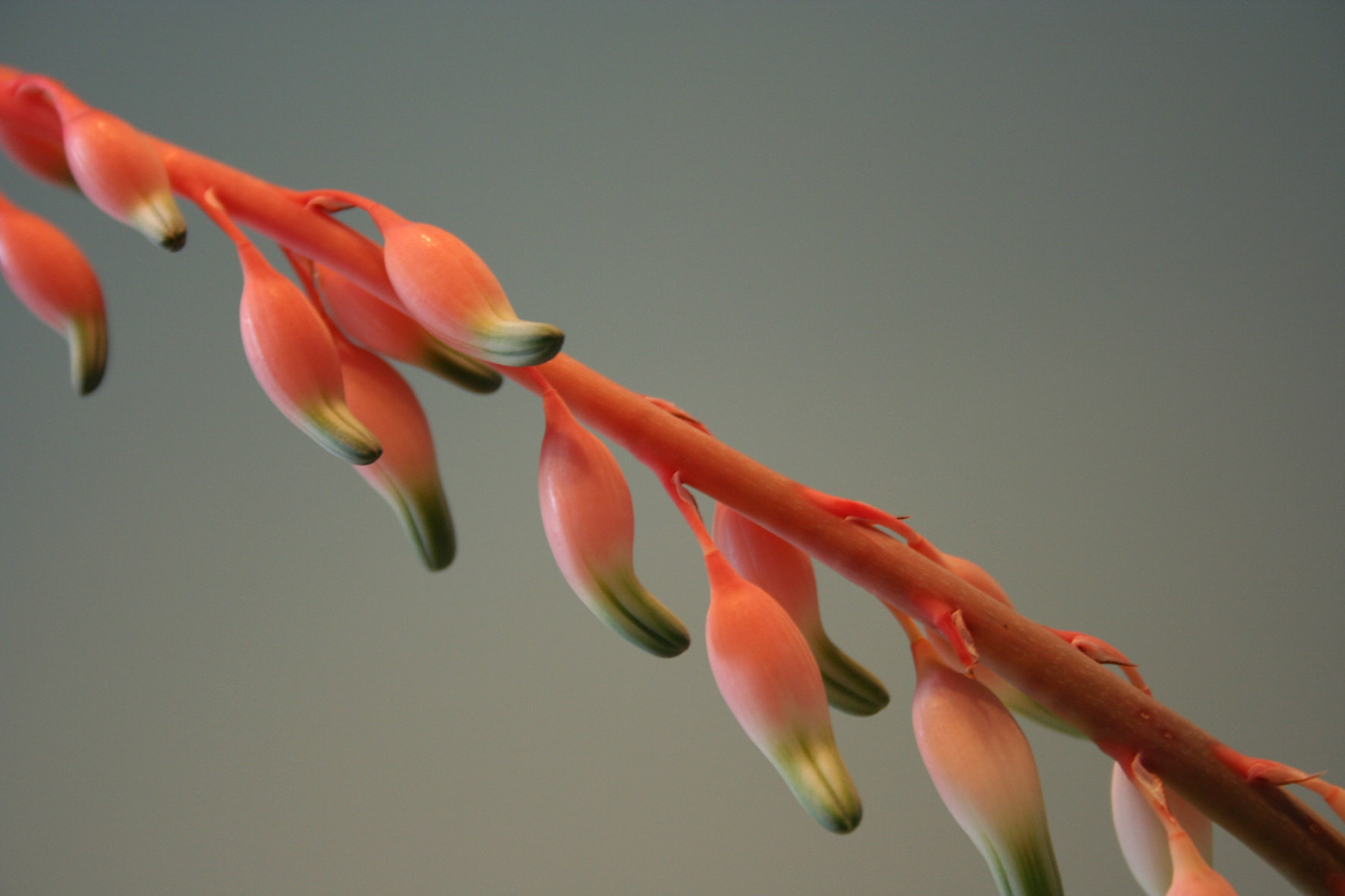
Kwiaty Gasteria carinata var. verrucosa

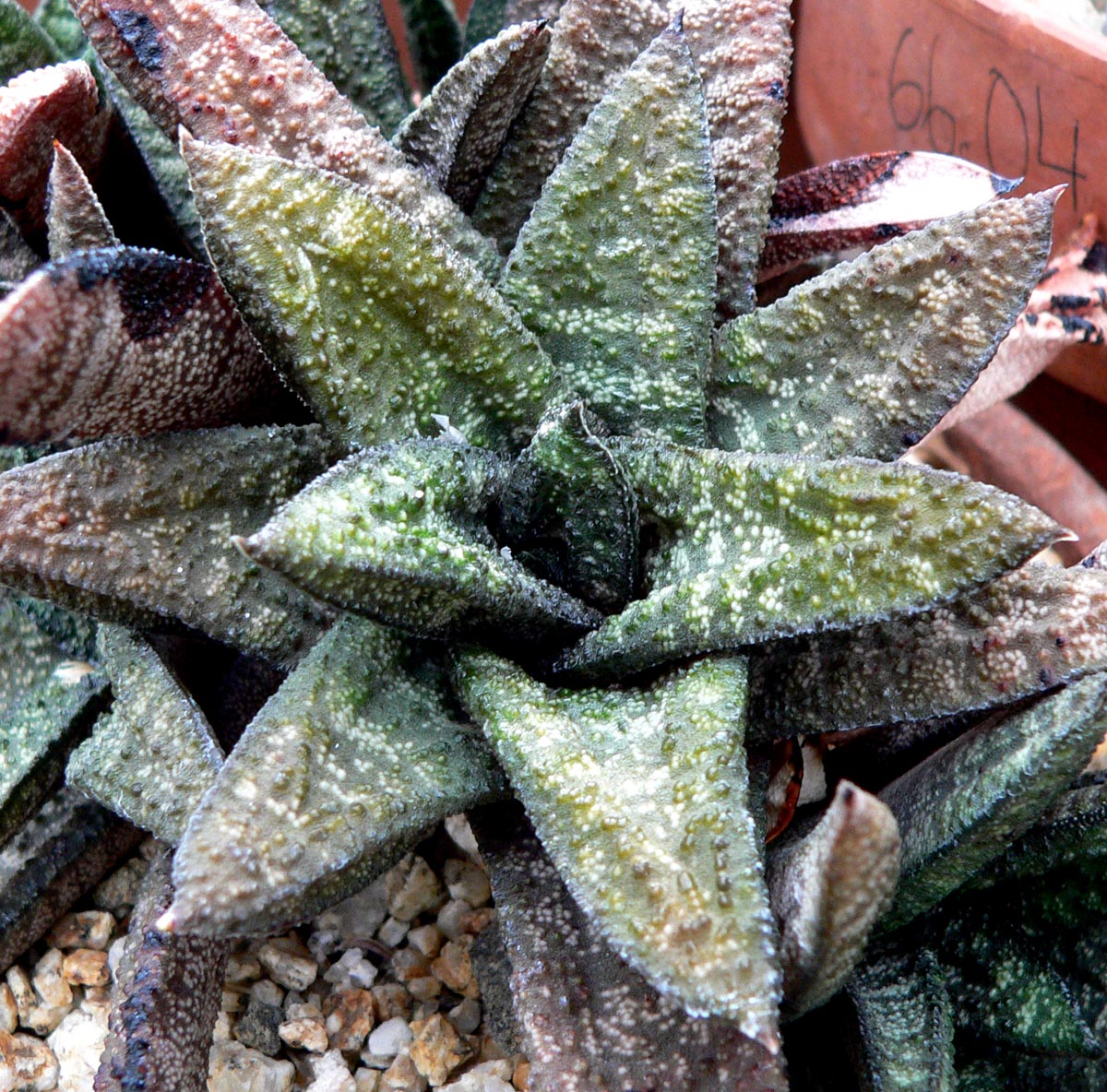
Gasteria batesiana

Gasteria (Gasteria Duval) – rodzaj sukulentów z rodziny złotogłowowatych. Obejmuje 26 gatunków. Występują one głównie w przylądkowej części południowej Afryki, w większości rosnąc w Karru. Sprowadzone zostały wcześnie do Europy – uprawiane są w Anglii od 1730 roku. Ze względu na łatwość tworzenia mieszańców – mnóstwo ich uzyskano w wyniku hodowli.
Nazwa rodzaju pochodzi od łacińskiego słowa gaster = żołądek i nadana została ze względu na kształt kwiatów.

## Morfologia
LiścieUłożone spiralnie bądź dwurzędowo, z reguły charakterystycznie pokryte białymi plamkami lub brodawkami.
KwiatyNiepozorne, białe lub czerwonawe, zebrane w długie, luźne grona. Okwiat rurkowaty, rozdęty u podstawy.

## Systematyka
Wykaz gatunków
- Gasteria acinacifolia (J.Jacq.) Haw. – gasteria szablasta[6]
- Gasteria barbae van Jaarsv.
- Gasteria batesiana G.D.Rowley
- Gasteria baylissiana Rauh
- Gasteria brachyphylla (Salm-Dyck) van Jaarsv.
- Gasteria camillae van Jaarsv. & Molteno
- Gasteria carinata (Mill.) Duval – gasteria kilowata, g. kanciasta[6]
- Gasteria croucheri (Hook.f.) Baker – gasteria Crouchera[6]
- Gasteria disticha (L.) Haw. – gasteria dwurzędna[6]
- Gasteria doreeniae van Jaarsv. & A.E.van Wyk
- Gasteria ellaphieae van Jaarsv.
- Gasteria excelsa Baker
- Gasteria glauca van Jaarsv.
- Gasteria glomerata van Jaarsv.
- Gasteria koenii van Jaarsv.
- Gasteria langebergensis (van Jaarsv.) van Jaarsv. & Zonn.
- Gasteria loedolffiae van Jaarsv.
- Gasteria nitida (Salm-Dyck) Haw. – gasteria lśniąca[6]
- Gasteria obliqua (Aiton) Duval – gasteria plamista, g. wzorzysta[6]
- Gasteria pillansii Kensit – gasteria neliańska[6]
- Gasteria polita van Jaarsv.
- Gasteria pulchra (Aiton) Haw.
- Gasteria rawlinsonii Oberm.
- Gasteria tukhelensis van Jaarsv.
- Gasteria visserii van Jaarsv.
- Gasteria vlokii van Jaarsv.